# Nephrotoma stygia
Nephrotoma stygia är en tvåvingeart som beskrevs av Alexander 1921. Nephrotoma stygia ingår i släktet Nephrotoma och familjen storharkrankar. Inga underarter finns listade i Catalogue of Life.